# Ożywienie kwantowe funkcji falowej

Pełne i dokładne ożywienie semi-Gausowskiej funkcji falowej w dwu-wymiarowej nieskończonej studni potencjału podczas ewolucji czasowej. W międzyczasie następują ożywienia ułamkowe kiedy to przeskalowany kształt początkowej funkcji falowej powiela się całkowita liczbę razy na całej powierzchni studni.

Ożywienie kwantowe funkcji falowej lub ożywienie kwantowe (ang. quantum revival of the wave function lub quantum revival) – w mechanice kwantowej periodyczne w czasie powtarzanie się funkcji falowej z jej stanu początkowego podczas ewolucji czasowej albo wiele razy w przestrzeni jako wielokrotnie symetrycznie występujące i przeskalowane części w kształcie funkcji początkowej (ożywienie ułamkowe) lub dokładnie albo w przybliżeniu do jej wartości na początku ewolucji czasowej (ożywienie pełne).
Zjawisko ożywień jest najłatwiej obserwowalne dla funkcji falowych będących dobrze zlokalizowanymi paczkami falowymi na początku ewolucji czasowej, np. w atomie wodoru. Dla wodoru ożywienia ułamkowe ujawnia się jako wielokrotne gaussowskie garby prawdopodobieństwa zlokalizowane na kole otaczającym proton wyglądające jak oryginalna funkcja Gaussa, ale w zmniejszeniu. Pełne ożywienie jest dokładne dla nieskończonej studni potencjału, kwantowego oscylatora harmonicznego oraz dla atomu wodoru w przypadku funkcji o skończonym rozwinięciu, podczas gdy dla krótszych czasów jest przybliżone dla atomu wodoru i wielu innych układów kwantowomechanicznych.
Ożywienie kwantowe zostało zaobserwowane doświadczalnie dla kondensatu Bosego-Einsteina w potencjale sieci optycznej.

## Przykład – dowolna obcięta funkcja układu kwantowego z energiami wymiernymi

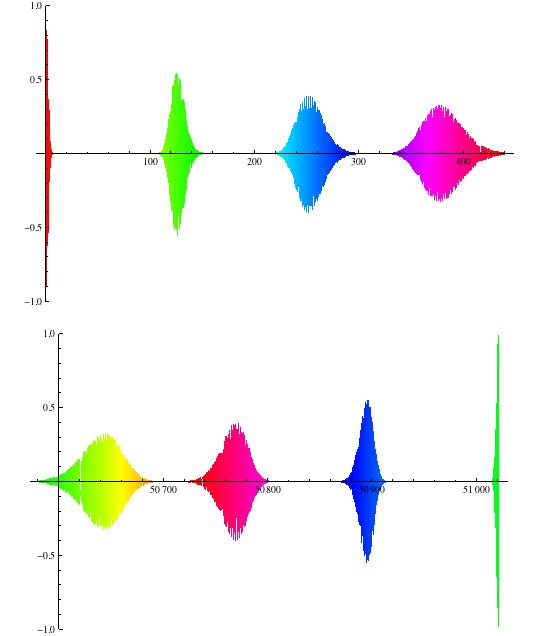
Superożywienie (ang. Superrevival) inwersji (powrót przybliżonych ożywień do oryginalnego kształtu) w modelu Jaynesa-Cummingsa, kiedy to dokładne widmo energetyczne w rezonansie wokół średniej liczby fotonów jest przybliżone wielomianem drugiego stopnia liczby kwantowej fotonu

Rozważmy układ kwantowy z energiami {\displaystyle E_{i}} i stanami własnymi {\displaystyle \psi _{i}}
{\displaystyle H\psi _{i}=E_{i}\psi _{i}}
i niech energie te będą wymiernymi częściami pewnej stałej {\displaystyle C}
{\displaystyle E_{i}=C{\frac {M_{i}}{N_{i}}},}
np. dla atomu wodoru {\displaystyle M_{i}=1,\;N_{i}=i^{2},\;C=-13{,}6\,{\text{eV}}.}
Wtedy obcięte (do {\displaystyle N_{\max }} stanów) rozwiązanie równania Schrōdingera zależnego od czasu jest dane przez
{\displaystyle \Psi (t)=\sum _{i=0}^{N_{\max }}a_{i}\mathrm {e} ^{-\mathrm {i} E_{i}t/\hbar }\psi _{i}.}
Niech {\displaystyle L_{\textrm {cm}}} będzie najmniejszą wspólną wielokrotnością wszystkich liczb {\displaystyle N_{i},} a {\displaystyle L_{\textrm {cd}}} największym wspólnym dzielnikiem wszystkich liczb {\displaystyle M_{i},} wtedy dla każdego {\displaystyle N_{i}} dzielenie {\displaystyle {L_{\textrm {cm}}}/N_{i}} jest liczba całkowitą, dla każdego {\displaystyle M_{i}} dzielenie {\displaystyle M_{i}/L_{\textrm {cd}}} jest liczba całkowitą a {\displaystyle 2\pi M_{i}L_{\textrm {cm}}/(N_{i}L_{\textrm {cd}})} jest całkowitą wielokrotnością kąta pełnego {\displaystyle 2\pi } i
{\displaystyle \Psi (t)=\Psi (t+T)}
po czasie pełnego ożywienia
{\displaystyle T={\frac {2\pi \hbar }{L_{\mathrm {cd} }C}}L_{\mathrm {cm} }.}
Dla układu kwantowego tak małego jak wodór i {\displaystyle N_{max}} tak małego jak 100 {\displaystyle L_{\textrm {cm}}} jest tak duża, że może upłynąć {\displaystyle 1{,}5\cdot 10^{58}} lat, zanim ten układ odżyje w pełni.
W zależności od stanu początkowego, podczas tego czasu wielokrotnie układ może być w stanie {\displaystyle \psi (t)} bardzo bliskim stanowi początkowemu, który eksperymentalnie będzie nierozróżnialny (przy obecnym zaawansowaniu technik eksperymentalnych) od stanu początkowego.
Uderzającą konsekwencją jest to że żaden komputer o skończonej bitowo długości słowa nie może propagować dokładnie funkcji falowej przez dowolnie długi czas. Jeśli liczba procesorowa jest n-bitową liczbą zmienooprzecinkową wtedy energia jest na przykład równa 2,34576893 = 234576893/100000000 i jest dokładnie liczbą wymierną i pełne ożywienie następuje dla dowolnej funkcji falowej dowolnego układu kwantowego po czasie {\displaystyle t/2\pi =100000000} która jest maksymalnym jej wykładnikiem, ale nie musi to być prawdą dla wszystkich układów kwantowych lub inaczej wszystkie układy kwantowe ulegają dokładnemu i pełnemu ożywieniu numerycznie.
W układzie fizycznym którego energie są wymierne, tzn. kiedy istnieje dokładne pełne ożywienie funkcji falowej jego istnienie natychmiast udowadnia tzw. kwantowe twierdzenie Poincaré o powrocie systemu fizycznego do stanu początkowego i czas pełnego ożywienia jest równy czasowi powrotu Poincaré. Podczas kiedy liczby wymierne są zbiorem gęstym w zbiorze liczb rzeczywistych a dowolna funkcja liczby kwantowej może być przybliżona dowolnie dokładnie przez aproksymanty Padé ze współczynnikami o dowolnej dokładności dziesiątkowej w ciągu dowolnie długiego czasu każdy system kwantowy (podobnie jak klasyczny) ożywa prawie dokładnie, tzn. wraca dowolnie blisko swojego stanu początkowego. Znaczy to także ze powrót Poincaré i pełne ożywienie funkcji falowej są matematycznie tym samym, ale jest powszechnie przyjęte że powrót jest nazywany pełnym ożywieniem jeśli zachodzi po realistycznym i fizycznie mierzalnym czasie który możliwy jest do wyznaczenia przez realistyczny przyrząd pomiarowy a to zdarza się tylko dla bardzo specjalnego widma energetycznego które posiada podstawowy, duży odstęp energetyczny i którego energie są dowolnie całkowitymi i niekoniecznie równo rozłożonymi (jak dla oscylatory harmonicznego) wielokrotnościami.